# Clemens von Weise
Klemens Vinzent Hubert Heinrich von Weise (* 3. November 1872 in Frankfurt (Oder); † 16. März 1920 in Eutin) war ein deutscher Kapitän zur See der Kaiserlichen Marine, der während des Kapp-Putsches als Führer eines Detachements in Eutin fiel.

## Leben

### Herkunft
Clemens entstammte der I. Linie des Adelsgeschlechts von Weise. Er war das dritte von sechs Kindern des preußischen Generalleutnants Hubert von Weise und dessen Ehefrau Maximiliane, geborene Berger (1847–1898).

### Karriere
Clemens von Weise trat am 10. April 1891 als Kadett in die Kaiserliche Marine ein. Ab dem 7. Oktober 1893 nahm er an einem Offizierskursus an der Marineschule teil und er wurde am 20. September 1894 Leutnant zur See. Zum 29. Oktober 1894 erfolgte seine Kommandierung zum Probefahrtskommando der Marinestation der Ostsee. Für den Sommer 1896 wurde er auf die Stosch kommandiert. 1898 war er als Wachoffizier auf der Mars. Mit der erneuten Indienststellung übernahm er am 1. Mai 1899 die Ulan und blieb in dieser Kommandierung bis September des gleichen Jahres. In dieser Position wurde er zum Oberleutnant zur See befördert.
Von März 1901 bis November 1902 war er Kommandant der neu gecharterten Vorwärts. Das Boot war beim Ostasiengeschwader stationiert. Am 28. März 1903 zum Kapitänleutnant befördert, war er im gleichen Jahr Führer der 2. Kompanie der 2. Abteilung der I. Matrosen-Division. Bis zu diesem Jahr war er u. a. Offizier des Königlich Siamesischen Ordens der Krone geworden. 1906 war er Erster Offizier auf der Ägir. Bis 1910 wurde er als Korvettenkapitän (Beförderung am 27. Januar 1909) noch mit dem Ritterkreuz Ersten Grades des Dannebrogordens ausgezeichnet und war im gleichen Jahr Erster Offizier auf der Yorck.
Von Mai 1912 an war er für ein Jahr Kommandant der Eber, welche in Deutsch-Südwestafrika eingesetzt war.
Später war er als Korvettenkapitän und später als Fregattenkapitän (Beförderung am 22. März 1914) über den Ausbruch des Ersten Weltkriegs hinaus bis September 1914 Artillerieoffizier vom Platz und zugleich Vorstand des Artillerie- und Minendepots Friedrichsort. Bis November 1914 war er Kommandeur der 1. Matrosenabteilung der 1. Marine-Brigade. Er wurde Vorstand des Artillerie-Depots des Marinekorps Flandern und blieb in dieser Kommandierung bis Februar 1915. Von Februar bis Juli 1915 war er Kommandeur des I. Bataillons im Matrosen-Regiments 5 bei der 3. Marine-Brigade. Anschließend war er, ebenfalls bei der 3. Marine-Brigade, Kommandeur des Matrosen-Regiments 4 und wurde am 24. April 1916 zum Kapitän zur See befördert. Nach Kriegsende wurde Weise am 22. November 1919 aus der Marine verabschiedet.
Als im März 1920 im Zuge des Kapp-Putsches Unruhen in Eutin ausbrachen, wurde er am Abend des 15. März als Führer eines Detachements aus 27 Offizieren nach Eutin geschickt. Am Morgen des nächsten Tages folgte die Meldung, dass Weise beim Einrücken in die Stadt gefallen sei, und Korvettenkapitän Werner Tillessen die Führung übernommen hatte.

In der Helden-Gedenkmappe des deutschen Adels heißt es heroisch:
...gef. 16.3.1920 Eutin im Kampfe für die Wiederherstellung der Ruhe und Ordnung, als er sich an die Spitze der dortigen Truppen stellte.

### Familie
Weise hatte sich am 15. Juni 1908 in Gravenstein mit Olga Hamann (* 1887) verheiratet. Aus der Ehe gingen die Zwillinge Winnimar und Rother (* 1909) sowie die Tochter Ingrid (* 1917) hervor.